# Železnogorskij rajon
Lo Železnogorskij rajon (in russo Железногорский район?) è un rajon dell'Oblast' di Kursk, nella Russia europea; il capoluogo è Železnogorsk. Istituito nel 1965, ricopre una superficie di 991 chilometri quadrati ed ospita una popolazione di circa 16 000 abitanti.